# 中国神秘紀行
中国神秘紀行（ちゅうごくしんぴきこう）は、BS朝日で放送されているドキュメント番組。

## 番組について
中国の土地、歴史、民族、文化などを紹介する。春から始まる新番組 を案内するサイトでは後番組のアジア神秘紀行について、「紀行番組『中国神秘紀行』が、中国を飛び出しアジアへ！」と書かれた。しかし、後番組ではナレーションが貫地谷しほりに代わるなど、変更点がある。

## ナレーション
- 寺脇康文（俳優、タレント）

## 放送日時
- 金曜22:00 - 22:55（2008年9月まで）
- 木曜22:00 - 22:55（2008年10月から2010年3月まで）
- 金曜21:00 - 21:55（2010年4月から2011年4月まで）
- 月曜・火曜5:55 - 6:55（2011年4月から）
- 土曜15:35 - 16:30(2011年4月から）